# سكاي ماكول بارتوسياك
سكاي ماكول بارتوسياك (بالإنجليزية: Skye McCole Bartusiak)‏ هي عارضة وممثلة أمريكية، ولدت في 28 سبتمبر 1992 بهيوستن في الولايات المتحدة، وتوفيت بنفس المكان في 19 يوليو 2014 بسبب جرعة زائدة.

## أعمال

### أفلام
- (1999) قوانين منزل سايدر[5]
- (2000) ذا باتريوت[6]
- (2005) بوغي مان[7]

### مسلسلات
- الضياع
- جاغ
- هاوس

## وصلات خارجية
- سكاي ماكول بارتوسياك على موقع IMDb (الإنجليزية)
- سكاي ماكول بارتوسياك على موقع ألو سيني (الفرنسية)
- سكاي ماكول بارتوسياك على موقع أول موفي (الإنجليزية)
- سكاي ماكول بارتوسياك على موقع قاعدة بيانات الأفلام السويدية (السويدية)
- سكاي ماكول بارتوسياك على موقع إن إن دي بي (الإنجليزية)
- سكاي ماكول بارتوسياك على موقع قاعدة بيانات الفيلم (الإنجليزية)
- سكاي ماكول بارتوسياك على موقع كينوبويسك (الروسية)